# John S. Butler
John Sibley Butler (* 19. Juli 1947 in New Orleans, Louisiana) ist ein US-amerikanischer Soziologe und Wirtschaftswissenschaftler. Er ist Professor an der University of Texas at Austin.

## Leben
Butler besuchte im District Washington Parish die High School. In den 1960er Jahren nahm er am Vietnamkrieg teil. Er studierte von 1965 bis 1969 an der Louisiana State University (B.A.) in Baton Rouge und von 1970 bis 1974 als Fellow of Social Change an der Northwestern University (Ph.D. in Organisationswissenschaft und Statistik 1974) in Evanston, Illinois.
Förderungen erhielt er u. a. durch die National Science Foundation (1980), der Donner Foundation (1990), der Rockefeller Foundation (1993) und der Kauffman Foundation (1995). Ab 1989 war er für mehrere Jahre Gründungsherausgeber des Zeitschrift National Journal of Sociology. 1999 wurde er Chair des Department of Management der Graduate School of Business an der University of Texas at Austin. Von 2002 bis 2013 war er Direktor des IC² Institute, wo er den Herb Kelleher Chair for Entrepreneurship and Business bekleidete und Sam Barshop Centennial Fellow wurde. Butler ist J. Marion West Chair for Constructive Capitalism an der McCombs School of Business und Darrell K. Royal Regents Professor in Ethics and American Society sowie Dallas Taca Centennial Professor in Liberal Arts und Arthur James Douglass Centennial Professor in Entrepreneurship and Small Businesses. Er war Distinguished Visiting Professor für Regional Economic Development und Entrepreneurship an der Aoyama-Gakuin-Universität in Tokio, Japan; weiterhin war er an der Rutgers University, am Babson College, an der Universität Peking, an der University of Southern Maine und am Rochester Institute of Technology tätig. Seine Forschungsschwerpunkte sind Organizational Behavior und Entrepreneurship/New Ventures.
Er gehört dem Board of Directors des Morehouse Research Institute in Atlanta, Georgia und National Institute for the Study of Minority Enterprise an der Langston University in Oklahoma an. Als Berater war er für die US-amerikanische Wirtschaft und das Militär tätig; außerdem wurde er von überregionalen Medien als Experte herangezogen. Bei der Präsidentschaftswahl in den Vereinigten Staaten 2000 gehörte er als einer von wenigen Professoren zum wirtschaftlichen Beraterstab des Texanischen Gouverneurs George W. Bush. US-Präsident Bush berief ihn 2006 in das J. William Fulbright Scholarship Board (Fulbright-Programm).
Butler gehört mit seiner Frau zu den Investoren der jüngsten Stunde von Glofish.

## Auszeichnungen
- Bronze Star
- Washington Monthly Political Book Award
- Austin Business Journal Tech Innovation Legacy Award
- National Coalition for Capital Champion of Small Business Award
- Booker T. Washington Legacy Award
- People’s Health Illustrious Alumnus Award

## Schriften (Auswahl)
- Inequality in the Military: The Black Experience. Century Twenty One Publishing, Saratoga 1979, ISBN 0-86548-002-8.
- mit Charles C. Moskos: All that we can be. Black Leadership and Racial Integration the Army Way. Basic Books, New York 1997, ISBN 0-465-00108-4.
- mit George Kozmetsky (Hrsg.): Immigrant and Minority Entrepreneurship: Building American Communities and Economies. Praeger Publishers, Westport 2002, ISBN 0-275-96512-0.
- mit David V. Gibson (Hrsg.): Global Perspectives on Technology Transfer and Commercialization: Building Innovative Ecosystems. Edward Publishing, Algar 2011, ISBN 978-1-84980-977-1.